# Donald Smith (Ruderer)
Donald W. Smith (* 7. April 1968 in North Tonawanda) ist ein ehemaliger US-amerikanischer Ruderer.

## Biografie
Donald „Don“ Smith wurde mit dem US-amerikanischen Achter 1994 Weltmeister und gewann 1993 und 1995 die Bronzemedaille. Bei den Panamerikanischen Spielen 1995 konnte er mit dem Achter und im Zweier ohne Steuermann zusammen mit Fredric Honebein die Goldmedaille gewinnen. 1996 nahm er bei den Olympischen Sommerspielen in Atlanta im Achter teil, jedoch belegte das Boot nur Rang fünf und blieb somit ohne Medaille. Vier Jahre später bei den Olympischen Spielen in Sydney startete er im Einer, wo er Achter wurde.